# Jungfrun i tornet
Jungfrun i tornet (en suec, La donzella de la torre), JS 101, és l'única òpera completa del compositor finlandès Jean Sibelius. El llibret en suec és obra de Rafael Herzberg. Es va estrenar en una versió de concert durant una recaptació de fons per a la Societat Filharmònica de Hèlsinki, el 7 de novembre de 1896. Va rebre altres tres actuacions abans que Sibelius decidís retirar-la per revisar la partitura. No va arribar a fer-ho i l'òpera va romandre inèdita fins que va ser transmesa per la ràdio finlandesa el 1981. El poc èxit de l'obra es deu a la feblesa del llibret, descrit per Stephen Walsh com «una barreja sense vida» (Viking p. 983). Algunes parts de la peça mostren la influència de Richard Wagner. L'òpera consta d'un sol acte, dividit en vuit escenes, i dura entre 35 i 40 minuts.

## Personatges
| Personatge | Veu          | Estrena          |
| ---------- | ------------ | ---------------- |
| Donzella   | soprano      | Ida Flodin       |
| Agutzil    | baríton      | Abraham Ojanperä |
| Amant      | tenor        | Engström         |
| Castlana   | mezzosoprano | Emmy Achté       |

## Argument
La història està ambientada en l'edat mitjana. Després que la donzella rebutja les envestides de l'agent judicial, aquest la rapta i la tanca al seu castell. Ella aconsegueix explicar-li a l'amant la seva situació i aquest es prepara per lluitar en un duel per alliberar-la quan la castlana (encarregada del castell) arriba i deté l'agent judicial. La noia i l'amant es retroben i l'òpera acaba amb una alegria general.

## Enregistraments
- The Complete Orchestral Music, Vol. 5. Jungfrun i tornet. Mari-Ann Häggander, Jorma Hynninen, Erland Hagegård, Tone Kruse, Orquestra Simfònica de Gotemburg i Cor, dirigits per Neeme Järvi (Bis, 1985).
- The Maiden in the Tower. Garry Magee, Lilli Paasikivi, Solveig Kringelborn, Lars-Erik Jonsson, Orquestra Simfònica Nacional d'Estònia dirigida per Paavo Järvi (Verge, 2002).